# Resolution
Resolution je šesti studijski album američkog groove metal sastava Lamb of God objavljen 24. siječnja 2012. godine, a objavila ga je diskografska kuća Roadrunner Records.

## O albumu
Sastav je započeo sa skladanjem novih pjesama pri kraju turneje povodom promocije prethodnog albuma Wrath. Poput prethodnog, producirao ga je Josh Wilbur. 
Uz izvorno izdanje, u UK je objavljeno i izdanje za prednarudžbu koje sadrži pjesme uživo s koncertne turneje "Wrath – Tour 2009/2010". Prvi singl s albuma, "Ghost Walking" objavljen je 5. prosinca 2011. godine. Album je prodan u više od 52.000 primjeraka u SAD-u u svom prvom tjednu objave i završio je na 3. mjestu ljestvice Billboard 200 i 1. mjestu ljestvice Rock Chart. Do lipnja 2015. godine u SAD-u je prodano je oko 161.000 primjeraka.
Japansko izdanje sadrži bonus pjesmu "Bury Me Under the Sun".

## Popis pjesama
Tekstovi i glazba: Lamb of God. 
| 1.    | »Straight for the Sun«     | 2:26 |
| 2.    | »Desolation«               | 3:54 |
| 3.    | »Ghost Walking«            | 4:30 |
| 4.    | »Guilty«                   | 3:24 |
| 5.    | »The Undertow«             | 4:49 |
| 6.    | »The Number Six«           | 5:21 |
| 7.    | »Barbarosa« (instrumental) | 1:35 |
| 8.    | »Invictus«                 | 4:12 |
| 9.    | »Cheated«                  | 2:35 |
| 10.   | »Insurrection«             | 4:52 |
| 11.   | »Terminally Unique«        | 4:24 |
| 12.   | »To the End«               | 3:49 |
| 13.   | »Visitation«               | 3:59 |
| 14.   | »King Me«                  | 6:36 |
| 56:26 |                            |      |

| Bonusova pjesma na japonskom izdanju | Bonusova pjesma na japonskom izdanju | Bonusova pjesma na japonskom izdanju | Bonusova pjesma na japonskom izdanju | Bonusova pjesma na japonskom izdanju | Bonusova pjesma na japonskom izdanju | Bonusova pjesma na japonskom izdanju | Bonusova pjesma na japonskom izdanju | Bonusova pjesma na japonskom izdanju | Bonusova pjesma na japonskom izdanju |
| Br.                                  | Skladba                              | Trajanje                             |                                      |                                      |                                      |                                      |                                      |                                      |                                      |
| ------------------------------------ | ------------------------------------ | ------------------------------------ | ------------------------------------ | ------------------------------------ | ------------------------------------ | ------------------------------------ | ------------------------------------ | ------------------------------------ | ------------------------------------ |
| 15.                                  | »Bury Me Under the Sun«              | 6:36                                 |                                      |                                      |                                      |                                      |                                      |                                      |                                      |
| 60:02                                |                                      |                                      |                                      |                                      |                                      |                                      |                                      |                                      |                                      |

| Bonusovi pjesme na iTunes | Bonusovi pjesme na iTunes | Bonusovi pjesme na iTunes | Bonusovi pjesme na iTunes | Bonusovi pjesme na iTunes | Bonusovi pjesme na iTunes | Bonusovi pjesme na iTunes | Bonusovi pjesme na iTunes | Bonusovi pjesme na iTunes | Bonusovi pjesme na iTunes |
| Br.                       | Skladba                   | Trajanje                  |                           |                           |                           |                           |                           |                           |                           |
| ------------------------- | ------------------------- | ------------------------- | ------------------------- | ------------------------- | ------------------------- | ------------------------- | ------------------------- | ------------------------- | ------------------------- |
| 16.                       | »Digital Sands«           | 4:01                      |                           |                           |                           |                           |                           |                           |                           |
| 17.                       | »Vigil« (uživo)           | 5:37                      |                           |                           |                           |                           |                           |                           |                           |
| 69:40                     |                           |                           |                           |                           |                           |                           |                           |                           |                           |

## Zasluge
| Lamb of God - John Campbell – bas-gitara - Chris Adler – bubnjevi - Mark Morton – gitara - Willie Adler – gitara - Randy Blythe – vokali Dodatni glazbenici - Amanda Munton – prateći vokali (na pjesmi "King Me") | Ostalo osoblje - Josh Wilbur – produkcija, miks, inženjer zvuka - K3N – omot albuma - Paul Suarez – inženjer zvuka - U.E. Nastasi – mastering - Dustin Couch – fotografije - Brian Feeley – fotografije |